# برد واکر (بازیکن فوتبال)
برد واکر (انگلیسی: Brad Walker؛ زادهٔ ۲۵ آوریل ۱۹۹۶) بازیکن فوتبال اهل بریتانیا است.
از باشگاه‌هایی که در آن بازی کرده‌است می‌توان به باشگاه فوتبال شروزبری تاون، باشگاه فوتبال کرو آلکساندرا، باشگاه فوتبال ورکسام، باشگاه فوتبال پورت ویل، و باشگاه فوتبال هارتل پول یونایتد اشاره کرد.